# Thornton (West Yorkshire)
Thornton ist eine Ortschaft in der Metropolitan Borough City of Bradford im Metropolitan County West Yorkshire, England (Vereinigtes Königreich) mit gut 5000 Einwohnern (Census 2011). Die Ortschaft liegt in den Süd-Pennines am Westrand der Stadt Bradford, der es 1899 eingegliedert wurde, und gehört seit der kommunalen Neuordnung von 1974 zur City of Bradford.
Überregionale Bekanntheit erlangte Thornton als Geburtsort der vier Brontë Geschwister im 19. Jahrhundert. Nachdem ihr Vater, Patrick Brontë (1777–1861), 1815 in Thornton eine Stelle als Pfarrer angenommen hatte, lebte die junge Familie fünf Jahre im Ort, bis sie im April 1820 nach Haworth zog.

## Söhne und Töchter von Thornton
- Charlotte Brontë (1816–1855), Schriftstellerin
- Branwell Brontë (1817–1848), Schriftsteller und Maler
- Emily Brontë (1818–1848), Schriftstellerin
- Anne Brontë (1820–1849), Schriftstellerin

## Weblinks

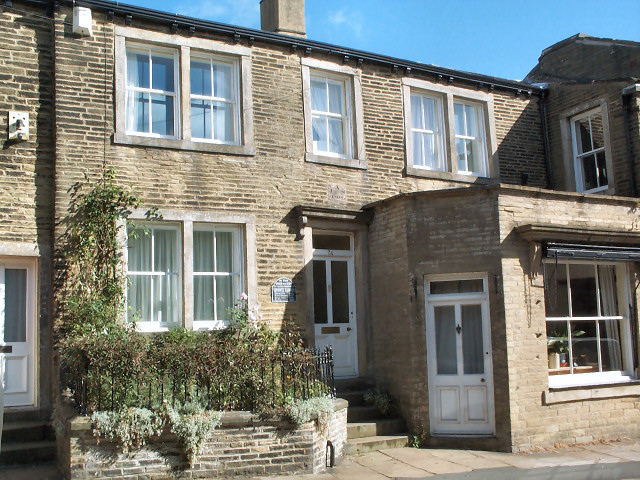
Geburtshaus der Brontës, Marketstreet 74